# Protótrofo

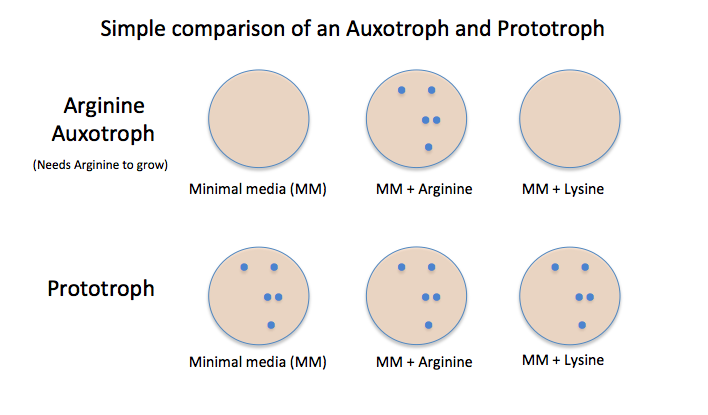
Comparación visual entre un auxótrofo para arginina y un protótrofo.

En fisiología microbiana, se dice que un microorganismo es protótrofo cuando puede crecer en medio de cultivo mínimo y a partir de estas sustancias construir todas las macromoléculas necesarias para vivir. Se diferencian de los auxótrofos, ya que estos no pueden crecer a menos que se adicione al medio los nutrientes específicos.
Las cepas silvestres son protótrofas (crecen en medio mínimo).